# Marieke Veenhoven-Mattheussens

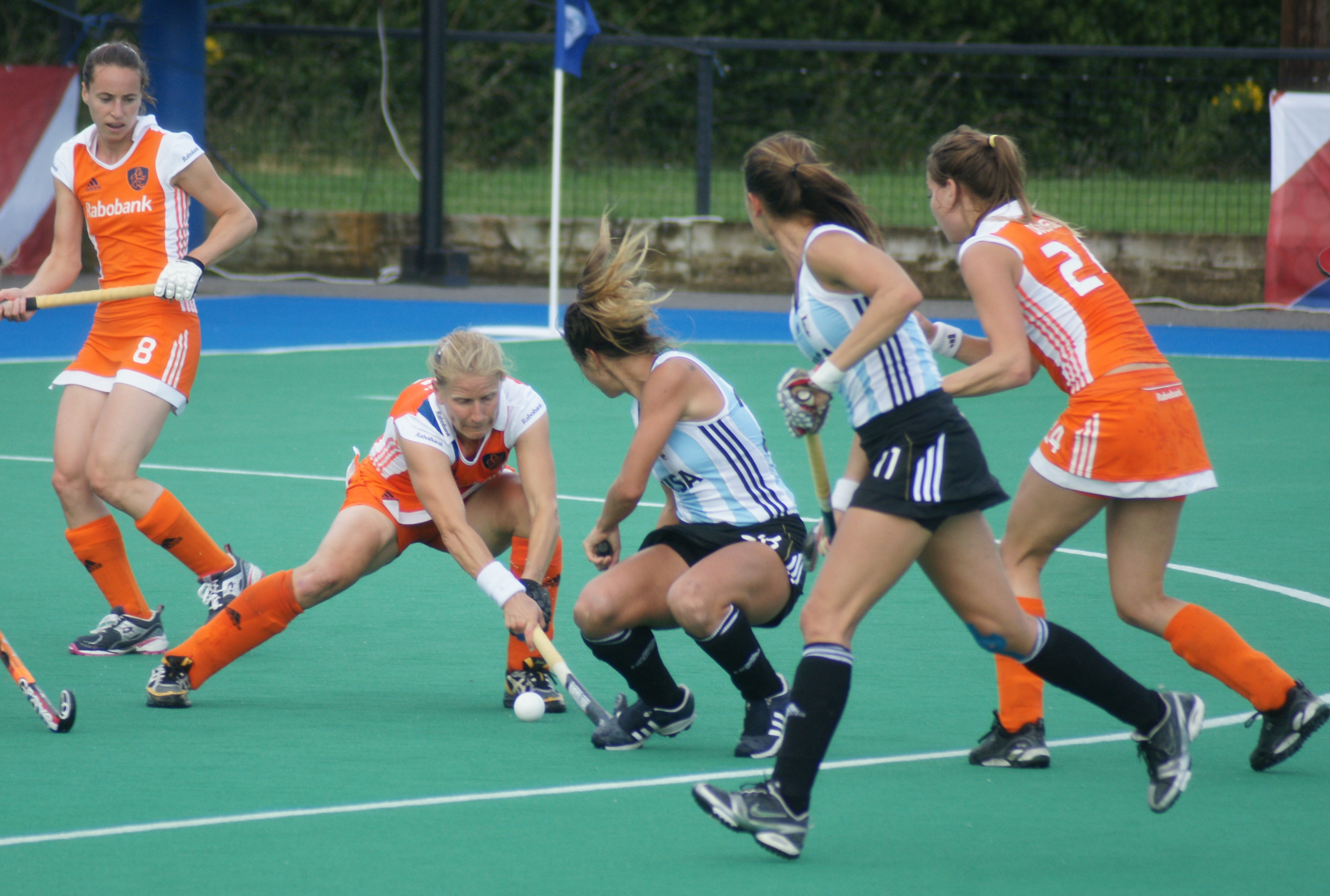
Marieke Mattheussens (links, 2010)

Marieke Veenhoven-Mattheussens (Leiden, 8 maart 1984) is voormalig hockeyinternational uit Nederland, die 52 officiële interlands (nul doelpunten) speelde voor de Nederlandse vrouwenploeg.
Veenhoven-Mattheussens startte haar hockeycarrière bij eersteklasser Leiden. In de zomer van 2006 maakte ze de overstap naar hoofdklasser Amsterdam, waar zij zich bij de eerste selectie voegde. Onder begeleiding van Amsterdam-trainer en tevens assistent-bondscoach Max Caldas wist ze in anderhalf jaar als verdedigster de stap naar Oranje te zetten. Bondscoach Marc Lammers voegde haar in het najaar van 2007 als stagiaire toe aan zijn selectie. Veenhoven-Mattheussens debuteerde op 7 april 2008 voor Oranje in een interland met Europees Kampioen Duitsland (4-2) te Helmond. Thans behoort Veenhoven-Mattheussens tot de Oranje-selectie in voorbereiding voor de Champions Trophy in Sydney (Australië) en het Europees kampioenschap in Amstelveen (Nederland).
Voor de Olympische Zomerspelen 2012 werd zij op het laatste moment opgeroepen om als reserve buiten het olympisch dorp paraat te staan. Ze is werkzaam als kandidaat-notaris.
Haar moeder, Maria Mattheussens-Fikkers, kwam in de jaren zeventig 69 maal voor Oranje uit.

## Erelijst
- Champions Trophy 2009
- EK hockey 2009
- Champions Trophy 2010
- WK hockey 2010
- Champions Trophy 2011